# 圣地亚哥·罗德里格斯省
圣地亚哥·罗德里格斯省（西班牙語：Provincia de Santiago Rodríguez，西班牙語發音：[sanˈtjaɣo roˈðɾiɣes]）是多明尼加共和國西北部的一個省。下轄3個自治市鎮（municipio），首府在圣伊格纳西奥-德萨瓦内塔。

## 概要
其地名來自海地-多明尼加戰爭中，建立圣伊格纳西奥-德萨瓦内塔镇的軍人圣地亚哥·罗德里格斯·马萨戈（Santiago Rodríguez Masagó），罗德里格斯亦為復國戰爭早期的領導人士之一。圣地亚哥·罗德里格斯省繼達哈翁省於1938年脫離蒙特克里斯蒂省之後，在1948年也獨立成為一省。

## 行政區
| 市鎮名稱                | 總人口  | 都市人口 |
| ----------------------- | ------- | -------- |
| Monción                 | 41,022  | 22,443   |
| 圣伊格纳西奥-德萨瓦内塔 | 108,559 | 59,191   |
| Villa de los Almácigos  | 35,843  | 17,776   |